# تشکوه
تشکوه یا کوه آتشین رامهرمز از جاذبه‌های گردشگری رامهرمز می‌باشد که در فهرست میراث ملی نیز ثبت شده‌است. این کوه در جاده رامهرمز به سمت رود زرد و در مسیر جوکنک، خدیجه و ماماتین بعد از روستای گنبد لران، قرار دارد و از گذشته‌های دور تاکنون شبانه روز می‌سوزد، از قدیم مردم محلی به این کوه «تشکوه» می‌گویند. به گفتهٔ کارشناسان زمین‌شناسی دلیل شعله‌ور شدن آتش کوه، گوگرد موجود در زمین و متصاعد شدن گاز طبیعی از عمق زمین به سطح است. گازهای هیدرکربوری از لایه‌های مختلف زمین عبور می‌کنند و از هر درز و شکافی در سطح زمین به بیرون شعله‌ور می‌شوند به طوری که در شب، نور سوختن این گاز بیشتر دیده می‌شود. در مجاورت تش‌کوه به‌دلیل وجود گاز متصاعد شده در هوا نمی‌توان آتش دیگری روشن کرد.